# موریس ویلکس
موریس ویلکس (به انگلیسی: Maurice Wilkes)، دانشمند علوم کامپیوتر اهل بریتانیا بود. وی در سال ۱۹۶۷ برندهٔ جایزهٔ تورینگ شد. ویلکس در زمان مرگش استاد بازنشسته دانشگاه کمبریج بود.

## جوایز و افتخارات
او جایزه تورینگ را در سال ۱۹۶۷ با این نقل قول دریافت کرد:
«پروفسور ویلکس بیشتر به خاطر ساختن و طراحی EDSAC، نخستین کامپیوتر دارای برنامه ذخیره‌شده داخلی شناخته شده‌است. EDSAC که در سال ۱۹۴۹ ساخته شد، از حافظه خط تأخیر استفاده می‌کرد. او همچنین به خاطر تألیف کتابی در آماده‌سازی برنامه‌ها برای کامپیوترهای رقمی الکترونیک به همراه ویلر و گیل در سال ۱۹۵۱ شناخته شده‌است، که در این کتاب کتابخانه‌های برنامه معرفی شدند.»